# Prêmio Paris Kanellakis
O Prêmio Paris Kanellakis (em inglês:  Paris Kanellakis Theory and Practice Award) é um prêmio de informática da Associação para Maquinaria da Computação (ACM) para realizações teóricas de impacto significativo na prática da computação. Seu nome provém do informático Paris Kanellakis (1953 - 1995), professor da Universidade Brown que faleceu em um desastre aéreo na Colômbia (American Airlines Flight 965), sendo o prêmio financiado por sua família. É dotado com 5 mil dólares, e concedido anualmente desde 1996.

## Laureados
- 1996 Leonard Adleman, Whitfield Diffie, Martin Hellman, Ralph Merkle, Ronald Rivest, Adi Shamir (Criptografia de chave pública)
- 1997 Abraham Lempel, Jacob Ziv (Compressão de dados)
- 1998  Randal Bryant, Edmund Clarke, Ernest Allen Emerson, Kenneth L. McMillan (Verificação de modelos simbólica)
- 1999 Daniel Sleator, Robert Tarjan (estrutura de dados splay tree)
- 2000  Narendra Karmarkar (Programação linear, método do ponto interior em tempo polinomial com o algoritmo de Karmarkar)
- 2001  Eugene Myers (Software e algoritmos para sequenciamento de DNA)
- 2002 Peter Franaszek (8B/10B)
- 2003 Gary Miller, Michael Rabin, Robert Solovay, Volker Strassen (Testes de primalidade)
- 2004 Yoav Freund, Robert Schapire (Algoritmo AdaBoost em aprendizagem de máquina)
- 2005 Gerard Holzmann, Robert Kurshan, Moshe Y. Vardi,  Pierre Wolper (Verificação formal de sistemas reativos)
- 2006 Robert Brayton (Síntese lógica e simulação de sistemas eletrônicos)
- 2007 Bruno Buchberger (Base de Gröbner)
- 2008  Corinna Cortes, Vladimir Vapnik (Máquinas Vetoriais de Suporte)
- 2009 Mihir Bellare, Phillip Rogaway (por desenvolvimento do campo da segurança comprovável orientada para a prática e seu impacto na teoria e prática da criptografia e segurança)
- 2010 Kurt Mehlhorn (Projeto de algoritmos, Library of Efficient Data types and Algorithms (LEDA))
- 2011 Hanan Samet
- 2012 Andrei Broder, Moses Charikar e Piotr Indyk
- 2013 Robert Blumofe e Charles Eric Leiserson